# Акира Торијама
Акира Торијама (транслит. ; Нагоја, 5. април 1955 — 1. март 2024) био је јапански цртач манга стрипова и карактер дизајнер. Први успех је постигао са мангом Dr. Slump, пре него што је написао свој најпознатији рад Змајева кугла. Осим стрипова, познат је и као дизајнер ликова у неколико популарних видео игара као што су Dragon Quest, Blue Dragon и Chrono Trigger. Торијама се сматра као један од уметника који су променили историју манге.
Освојио је многе награде, као што су Шогакуканова награда 1981., за Dr. Slump у категоријама за шонен и шоџо. Његова друга серија, Змајева кугла, постала је једна од најуспешнијих и најпопуларнијих манга на свету. Продата је у преко 230 милиона примерака, друга је најпродаванија манга свих времена и сматра се једним од главних разлога за „Златно доба Џампа,” период од средине 1980-их до средине 1990-их када је највише манги циркулисало. У иностранству. Аниме адаптација Змајеве кугле доживела је још већи успех од манге, и заслужна је за повећање популарности јапанске анимације на западу.

## Биографија
Акира Торијама је рођен у Нагоји, префектура Аичи. Био је ожењен, и имао је двоје деце, сина Сасукеа рођеног априла 1987. и ћерку, која је рођена касних 1990-их, али се њено име не спомиње. Име Акира на јапанском значи „светлост,” а Торијама „планина птица,” откуд и име његовог студија Bird („птица”).
Када је био у основној школи, његови вршњаци су цртали, имитирајући аниме и мангу,зато што нису имали много начина да се забаве. Торијама је брзо напредовао цртајући портрете својих пријатеља. Када је освојио награду на локалној изложби за слику „Сто један Далматинац,” први пут је помислио да је „уметност забавна”. Иако му се родитељи нису слагали са тиме, 1974. је уписао графичку средњу школу, и касније универзитет, надајући се да ће цртати мангу. Након што је завршио школу, постао је графички дизајнер и радио је у маркетиншкој агенцији.
Торијама је волео кола и моторцикле, за шта каже да је наследио од свог оца који је уживао да се трка са моторима и једно време је водио аутосервис. Осим тога, о његовом приватном животу се мало зна, ретко је пристајао на интервјуе, а још ређе на фотографисање.
Торијама је преминуо 1. марта 2024. године због субдуралне хематоме. Вест о његовој смрти објављена је седам дана касније, 8. марта.

## Каријера
Пре него што постао цртач манги, три године је радио у рекламној агенцији у Нагоји на пројектовању постера. Након отказа, Торијама је ушао у манга индустрију тако што је предао рад Џамп часопису, односно на њихово такмичење. Иако није освојио награду, Казухико Торишима, који ће касније постати уредник часописа, га је контактирао и охрабрио. Његов деби је изашао 1978. са причом Wonder Island. Међутим, није досегао популарност све до комедије Dr. Slump, која је серијализована у Weekly Shōnen Jump часопису у периоду од 1980. до 1984. и прати авантуре изопаченог професора и његовог малог, али екстремно снажног робота Арале. Он је започео серију у 25. години, док је живео у кући са својим родитељима, али када је серија завршила 1984. године, био је „Манга суперстар”. Године 1981, Dr. Slump освојио је Шогакуканову награду за најбољи шонен или шоџо манга серију године. Веома успешна аниме адаптација емитована је на телевизији од 1981. до 1986. године, са римејком серије емитоване од 1997. до 1999. До 2008. године манга је била продата у преко 35 милиона примерака у Јапану.
Године 1984. Weekly Shōnen Jump је почео да издаје мангу Змајева кугла, која је одмах постала хит. До сада је продато више од 156 милиона примерака само у Јапану, што га чини Шуејшином другом најпродаванијом мангом свих времена. То је почело као авантуристичко/комична манга, али је касније претворен у серију о борилачким вештинама, коју многи сматрају за „најутицајнију шонен мангу”. Змајева кугла је био један од главних разлога за „Златно доба Џампа,” када је промет часописа било рекордно високих 6,53 милиона примерака (1995). Успех серије је охрабрио Торјаму да настави да ради на Змајевој кугли од 1984. до 1995. На крају серије, Торијама је рекао да је питао све који су били укључени у рад, да оконча мангу, да би могао да „предузме неке нове кораке у животу”. У периоду од 11 година, он је написао 519 поглавља која су прикупљена у 42 томова. Штавише, успех манге довела је до четири аниме адаптације, неколико анимираних филмова, бројне видео игре и разне остале производе. Трећа аниме адаптација, Змајева кугла ГТ, није била заснована на његовим мангама; Међутим, Торијама је и даље био укључен у смишљање имена и пројектовања главних ликова. Иако ни четврти серијал, Змајева кугла Супер, није заснован на манги, Торијама је заслужан за причу и дизајн ликова. Поред своје популарности у Јапану, Змајева кугла је била успешна и ван њега, са преко 230 милиона примерака продатих широм света.